# Monster Hunter Freedom 2
Monster Hunter Freedom 2 (モンスターハンターポータブル2nd?, Monsutā Hantā Pōtaburu 2nd) è un videogioco per PlayStation Portable della serie Monster Hunter.
Il giocatore impersona un cacciatore nel villaggio montano di Pokke, dove la vecchia o il capovillaggio gli affiderà varie missioni. Altre missioni da svolgere, più difficili e con ricompensa più alta, si possono trovare presso la gilda dei cacciatori. A partire dalla scuola di addestramento si possono compiere missioni di allenamento.
I materiali utili a potenziare armi e armature si ottengono uccidendo i mostri. Minerali, insetti, piante e pesci, possono essere trovati durante le missioni o alla fattoria Pokke.

## Modalità di gioco
Esistono quattro tipi di missioni:
- missioni di raccolta, che consistono nel girare per la zona assegnata a raccogliere oggetti utili o materiali da consegnare al campo base, alla cassa consegne rossa;
- missioni di caccia al tesoro, utili ad ottenere punti Pokke;
- missioni di caccia, con l'obiettivo di uccidere o catturare uno o più mostri (se il mostro verrà catturato o tranquillizzato non lo si potrà sezionare ed ottenere materiali);
- missioni di uccisione, con l'obiettivo di uccidere uno o più mostri.

Le missioni possono essere eseguite anche in più giocatori (modalità "multiplayer ad hoc), con alcune restrizioni:
- le missioni affidate dal capo del villaggio devono essere eseguite singolarmente;
- alle missioni di caccia al tesoro possono partecipare al massimo 2 giocatori;
- alle normali missioni della Gilda e della scuola di addestramento possono partecipare fino a 4 giocatori.

Le missioni si possono svolgere in vari ambienti: montagne nevose, palude, deserto, foresta e colline, giungla, vulcano, la torre, il vulcano antico, il deserto antico, la giungla antica, l'arena, la fortezza/città e il castello Schrade, dove si deve combattere contro i mostri più forti del gioco.
Nei diversi ambienti sono presenti aree segrete in cui si possono trovare oggetti rari, oppure passaggi segreti che portano ad una zona completamente diversa da quella di partenza, sempre nella medesima ambientazione.
Le armi si dividono in due gruppi principali: armi da mischia (chi le usa si chiama spadaccino) e armi da distanza (chi le usa si chiama artigliere). Le armi da mischia sono generalmente dotate di un potere di attacco molto più elevato delle armi a distanza, ma comportano lo svantaggio di essere costantemente alla portata degli attacchi dei mostri. Le armi da distanza sono tendenzialmente inutili da soli, ma sono efficaci in gruppo, specie se supportate da dei buoni attaccanti dotati di potenti armi da mischia.
Le diverse armi sono dotate di "acutezza" (grado di affilatura) che corrisponde alle capacità di penetrazione: con l'uso questa può calare, diminuendo la potenza degli attacchi.  Si distinguono in base al colore (dalla minima alla massima: rossa, arancione, gialla, verde, blu e bianca); l'"acutezza" viola, ulteriore potenziamento di quella bianca, è disponibile solo nello unite.
La "guardia" corrisponde alle capacità di difesa.
Le armi dispongono inoltre di colpi critici, o "affinità", che corrisponde alla possibilità di infliggere un maggior danno: la quantità, o frequenza, dei critici è espressa tramite percentuale nella barra delle informazioni. I critici positivi aumentano i danni del 25%, quelli negativi li diminuiscono del 25%

## Accoglienza
| Testata                   | Giudizio |
| ------------------------- | -------- |
| Metacritic (media al)     | 72/100   |
| 411Mania                  | 8/10     |
| Edge                      | 7/10     |
| Electronic Gaming Monthly | 6,17/10  |
| Eurogamer                 | 7/10     |
| Game Informer             | 7/10     |
| GamePro                   | 4/5      |
| GameSpot                  | 5/10     |
| GameSpy                   | 4/5      |
| GameTrailers              | 7,6/10   |
| GameZone                  | 8,2/10   |
| IGN                       | 8,3/10   |
| Play Generation           | [ 13 ]   |
| PSM                       | 7/10     |

Monster Hunter Freedom 2 ha ricevuto recensioni "nella media" secondo l'aggregatore di recensioni di videogiochi Metacritic.
Al 31 marzo 2008, il gioco ha venduto 2,15 milioni di copie, secondo Capcom. A partire dal 9 luglio 2008, il gioco aveva venduto 1 701 980 copie in Giappone, secondo Famitsu. A partire dal 4 gennaio 2009, la riedizione di Monster Hunter Portable 2nd G con il marchio "Best", ha venduto  271 000 copie in Giappone. Monster Hunter Portable 2nd G è stato il gioco più venduto in Giappone nel 2008, vendendo  2 452 111 in quell'anno.